# لین چیا-ریه
لین چیا-ریه (انگلیسی: Lin Chia-lung؛ زادهٔ ۱۳ فوریهٔ ۱۹۶۴) سیاستمدار اهل تایوان است.
وی همچنین برندهٔ جوایزی همچون برنامه فولبرایت شده‌است.